# وای، کنت
وای (به انگلیسی: Wye) یک روستا و شهرک در بریتانیا است که در کنت (انگلستان) واقع شده‌است. وای ۲۴٫۱ کیلومتر مربع مساحت و ۲٬۲۸۲ نفر جمعیت دارد.